# 根室市立歯舞学園
根室市立歯舞学園（ねむろしりつ はぼまいがくえん）は、北海道根室市にある義務教育学校。2020年4月、根室市立歯舞小学校と根室市立歯舞中学校との統合により設立された。根室半島先端部の同市友知、双沖（以上旧共和小学校学区）、歯舞、豊里（以上旧華岬小学校学区）、珸瑤瑁、納沙布（以上旧珸瑤瑁小学校学区）、温根元（旧温根元小学校学区）地区を通学区域とする。

## 概要
北海道最東端の納沙布岬の6 kmほど手前に位置し、日本国内の小学校、中学校、義務教育学校のなかで最も東にある。特色ある学校づくりを目指し、歯舞漁業協同組合と共同で漁業の基礎知識、操業などの学習のほか、資源調査やサンマ燻製、サケフレークなどの水産加工実習を行っている。

## 沿革
2013年3月31日、根室市立共和小学校、根室市立華岬小学校、根室市立珸瑤瑁小学校、根室市立温根元小学校が統合し、根室市立歯舞小学校が新設された。その校舎がもともとあった根室市立歯舞中学校の敷地内に新しく建設され、小中併置校の根室市立歯舞小中学校となった。2020年4月、義務教育学校に移行し、根室市立歯舞学園となった。

### 年表

#### 旧根室市立共和小学校
- 1898年（明治31年）6月 - 友知外二ケ村簡易教育所、沖根婦簡易教育所として設置
- 1935年（昭和10年）6月 - 友知・双沖尋常小学校両校を合併、共和尋常小学校となる

#### 旧根室市立華岬小学校
- 1898年（明治31年）11月 - 藤島市太郎宅において寺小屋を開く
- 1899年（明治32年）4月28日、歯舞村・婦羅理簡易教育所を開校

#### 旧根室市立珸瑤瑁小学校
- 1899年（明治32年）7月26日 - 珸瑤瑁教育簡易所として発足
- 1907年（明治40年） - 珸瑤瑁尋常小学校になる
- 1947年（昭和22年） - 中学校併置する
- 1970年（昭和45年） - 中学校が歯舞中学校に統合される

#### 旧根室市立温根元小学校
- 1947年（昭和22年）6月5日 - 珸瑤瑁小学校分校として開校
- 1949年（昭和24年） - 歯舞村立温根元小学校となる
- 1959年（昭和34年） - 根室市立温根元小学校となる

以上出典：

#### 根室市立歯舞小学校
- 2013年（平成25年） - 根室市立共和小学校、根室市立華岬小学校、根室市立珸瑤瑁小学校、根室市立温根元小学校の統合により根室市立歯舞小学校が開校

#### 根室市立歯舞中学校
- 1970年（昭和45年）4月 - 珸瑤瑁、共和、歯舞の中学校を統合して開校[2]

#### 根室市立歯舞小中学校
- 2013年（平成25年） - 根室市立歯舞中学校に根室市立歯舞小学校を併設
- 2020年（令和2年）3月 - 義務教育学校への改組のため閉校

#### 根室市立歯舞学園
- 2020年（令和2年）4月 - 歯舞小中学校における小中一貫教育の更なる推進を図るため義務教育学校として開校[3]

## 通学区
- 根室市
  - 友知、双沖、歯舞、豊里、珸瑤瑁、納沙布、温根元

## 交通
- JR花咲線根室駅前ターミナルから根室交通の路線バス納沙布線「歯舞」下車
- 北海道道35号根室半島線
- 北海道道989号豊里歯舞線